# رود ایژورا
رود ایژورا (انگلیسی: Izhora) یک رودخانه در استان لنینگراد کشور روسیه است.